# Poworot
Poworot (ros. Поворот) – osiedle typu wiejskiego w Rosji, w Buriacji, w rejonie sielengińskim. Miejscowość w 2010 roku liczyła 181 mieszkańców.